# Apatania muliebris
Apatania muliebris är en nattsländeart som beskrevs av Mclachlan 1866. Enligt Catalogue of Life ingår Apatania muliebris i släktet Apatania och familjen Apataniidae, men enligt Dyntaxa är tillhörigheten istället släktet Apatania och familjen husmasknattsländor. Enligt den finländska rödlistan är arten nära hotad i Finland. Enligt den svenska rödlistan är arten nära hotad i Sverige. Arten förekommer på Gotland, Svealand, Nedre Norrland och Övre Norrland. Artens livsmiljö är källmiljöer.

## Underarter
Arten delas in i följande underarter:
- A. m. jemtlandica
- A. m. kulteriana
- A. m. scherfi